# 2128 Wetherill
2128 Wetherill è un asteroide della fascia principale. Scoperto nel 1973, presenta un'orbita caratterizzata da un semiasse maggiore pari a 2,7308964 UA e da un'eccentricità di 0,3832357, inclinata di 16,91098° rispetto all'eclittica.
L'asteroide è stato così nominato in onore dello statunitense George Wetherill.